# Liste des monuments historiques de Beveren
Cette page regroupe l'ensemble des monuments classés de la ville de Beveren.

## Beveren
| Objet | Statut du classement? | Année de construction/architecte | Section communale | Adresse                      | Coordonnées                      | Numéro d'inventaire | Illustration                                        |
| --- | --------------------- | -------------------------------- | ----------------- | ---------------------------- | -------------------------------- | ------------------- | --------------------------------------------------- |
| (nl) Dubbelhuis, 1838                                                                                    |                       |                                  | Beveren           | Vrasenestraat 10             | 51° 12′ 48″ nord, 4° 15′ 18″ est | 17186               | Téléverser                                          |
| (nl) Boerenarbeidershuisje XVIII-XIX                                                                     |                       |                                  | Beveren           | Lindenlaan 204               | 51° 12′ 42″ nord, 4° 13′ 41″ est | 17154               | Téléverser                                          |
| (nl) Herenhuis XIX                                                                                       |                       |                                  | Beveren           | Grote Markt 24               | 51° 12′ 49″ nord, 4° 15′ 23″ est | 17131               | Téléverser                                          |
| (nl) Herenhuis 1703                                                                                      |                       |                                  | Beveren           | Kloosterstraat 25            | 51° 12′ 52″ nord, 4° 15′ 29″ est | 17141               | Téléverser                                          |
| (nl) Bepleisterd rijhuis 1903                                                                            |                       |                                  | Beveren           | Grote Markt 19               | 51° 12′ 49″ nord, 4° 15′ 20″ est | 17128               | Téléverser                                          |
| (nl) Windmolen 1822, A.M. Thys                                                                           |                       |                                  | Beveren           | Vesten 68_1                  | 51° 12′ 58″ nord, 4° 16′ 09″ est | 17184               | Téléverser                                          |
| (nl) Dubbelhuis eclectische stijl 1910                                                                   |                       |                                  | Beveren           | Stationsstraat 20            | 51° 12′ 42″ nord, 4° 15′ 24″ est | 17171               | Téléverser                                          |
| (nl) Rijhuis                                                                                             |                       |                                  | Beveren           | Grote Markt 38               | 51° 12′ 45″ nord, 4° 15′ 27″ est | 17133               | Téléverser                                          |
| (nl) Herenhuis vroegere brouwerij Van Migem-Van Overloo                                                  |                       |                                  | Beveren           | Halfdreef 2                  | 51° 13′ 20″ nord, 4° 15′ 12″ est | 17135               | Téléverser                                          |
| (nl) Hoeve IDC 1841                                                                                      |                       |                                  | Beveren           | Heiveldstraat 96             | 51° 13′ 33″ nord, 4° 14′ 50″ est | 17137               | Téléverser                                          |
| (nl) 'Huis Clippeleer'                                                                                   |                       |                                  | Beveren           | Kallobaan 3A                 | 51° 12′ 59″ nord, 4° 15′ 28″ est | 87822               | Téléverser                                          |
| (nl) Herenhuis, dubbelhuis, ANNO 1764                                                                    |                       |                                  | Beveren           | Kasteeldreef 38              | 51° 13′ 00″ nord, 4° 15′ 23″ est | 17138               | Téléverser                                          |
| (nl) Herenhuis                                                                                           |                       |                                  | Beveren           | Grote Markt 39               | 51° 12′ 46″ nord, 4° 15′ 26″ est | 17134               | Téléverser                                          |
| (nl) Herenhuis 1703                                                                                      |                       |                                  | Beveren           | Kloosterstraat 21            | 51° 12′ 52″ nord, 4° 15′ 29″ est | 17141               | Téléverser                                          |
| (nl) Rij arbeiderswoningen 't Engels Kamp 1923-24                                                        |                       |                                  | Beveren           | Gentseweg 106                | 51° 12′ 15″ nord, 4° 14′ 15″ est | 17113               | Téléverser                                          |
| (nl) Herenhuis XVIII en oudere kern; een dubbele armpom                                                  | Oui                   |                                  | Beveren           | Kloosterstraat 37            | 51° 12′ 54″ nord, 4° 15′ 31″ est | 17144               | Téléverser                                          |
| (nl) Villa, dubbelhuis                                                                                   |                       |                                  | Beveren           | Kloosterstraat 39            | 51° 12′ 54″ nord, 4° 15′ 32″ est | 17145               | Téléverser                                          |
| (nl) Enkelhuis XIX                                                                                       |                       |                                  | Beveren           | Kloosterstraat 56            | 51° 12′ 53″ nord, 4° 15′ 37″ est | 17146               | Téléverser                                          |
| (nl) Klooster der Wilhelmieten, thans Onze-Lieve-Vrouw--Presentatieschool, Instituut Anna Piers          |                       |                                  | Beveren           | Kallobaan 1                  | 51° 12′ 55″ nord, 4° 15′ 34″ est | 17147               | Téléverser                                          |
| (nl) Rijhuizen                                                                                           |                       |                                  | Beveren           | Kloosterstraat 70            | 51° 12′ 53″ nord, 4° 15′ 42″ est | 17148               | Téléverser                                          |
| (nl) Rijhuizen                                                                                           |                       |                                  | Beveren           | Kloosterstraat 80            | 51° 12′ 53″ nord, 4° 15′ 42″ est | 17148               | Téléverser                                          |
| (nl) Standbeeld J. Frans Van de Velde, gesigneerd A. De                                                  |                       |                                  | Beveren           | Kloosterstraat               | 51° 12′ 56″ nord, 4° 15′ 43″ est | 17149               | Téléverser                                          |
| (nl) Hoekhuis                                                                                            |                       |                                  | Beveren           | Kruibekesteenweg 116         | 51° 12′ 18″ nord, 4° 15′ 43″ est | 17150               | Téléverser                                          |
| (nl) Dubbelhuis                                                                                          |                       |                                  | Beveren           | Vrasenestraat 21             | 51° 12′ 50″ nord, 4° 15′ 14″ est | 17187               | Téléverser                                          |
| (nl) Burgerhuis XIX                                                                                      |                       |                                  | Beveren           | Vrasenestraat 25             | 51° 12′ 50″ nord, 4° 15′ 14″ est | 17189               | Téléverser                                          |
| (nl) Herenhuis, neoclassicistische lijstgevel                                                            |                       |                                  | Beveren           | Kloosterstraat 13            | 51° 12′ 52″ nord, 4° 15′ 28″ est | 17140               | Téléverser                                          |
| (nl) Rij arbeiderswoningen 't Engels Kamp 1923-24                                                        |                       |                                  | Beveren           | Gentseweg 86                 | 51° 12′ 15″ nord, 4° 14′ 15″ est | 17113               | Téléverser                                          |
| (nl) Dubbelhuis                                                                                          |                       |                                  | Beveren           | Bijlstraat 234               | 51° 12′ 22″ nord, 4° 14′ 30″ est | 17109               | Téléverser                                          |
| (nl) Boerenhuis                                                                                          |                       |                                  | Beveren           | Bosstraat 4                  | 51° 11′ 47″ nord, 4° 14′ 44″ est | 17110               | Téléverser                                          |
| (nl) Hof ter Saksen; woonhuis en oranjerie                                                               | Oui                   |                                  | Beveren           | Haasdonkbaan 99              | 51° 11′ 58″ nord, 4° 14′ 20″ est | 17111               | Téléverser                                          |
| (nl) Rij arbeiderswoningen 't Engels Kamp 1923-24                                                        |                       |                                  | Beveren           | Gentseweg 68                 | 51° 12′ 15″ nord, 4° 14′ 15″ est | 17113               | Téléverser                                          |
| (nl) Rij arbeiderswoningen 't Engels Kamp 1923-24                                                        |                       |                                  | Beveren           | Gentseweg 70                 | 51° 12′ 15″ nord, 4° 14′ 15″ est | 17113               | Téléverser                                          |
| (nl) Rij arbeiderswoningen 't Engels Kamp 1923-24                                                        |                       |                                  | Beveren           | Gentseweg 72                 | 51° 12′ 15″ nord, 4° 14′ 15″ est | 17113               | Téléverser                                          |
| (nl) Rij arbeiderswoningen 't Engels Kamp 1923-24                                                        |                       |                                  | Beveren           | Gentseweg 74                 | 51° 12′ 15″ nord, 4° 14′ 15″ est | 17113               | Téléverser                                          |
| (nl) Rij arbeiderswoningen 't Engels Kamp 1923-24                                                        |                       |                                  | Beveren           | Gentseweg 76                 | 51° 12′ 15″ nord, 4° 14′ 15″ est | 17113               | Téléverser                                          |
| (nl) Rij arbeiderswoningen 't Engels Kamp 1923-24                                                        |                       |                                  | Beveren           | Gentseweg 78                 | 51° 12′ 15″ nord, 4° 14′ 15″ est | 17113               | Téléverser                                          |
| (nl) Rij arbeiderswoningen 't Engels Kamp 1923-24                                                        |                       |                                  | Beveren           | Gentseweg 80                 | 51° 12′ 15″ nord, 4° 14′ 15″ est | 17113               | Téléverser                                          |
| (nl) Herenhuis 1886                                                                                      |                       |                                  | Beveren           | Grote Markt 17               | 51° 12′ 48″ nord, 4° 15′ 19″ est | 17127               | Téléverser                                          |
| (nl) Rij arbeiderswoningen 't Engels Kamp 1923-24                                                        |                       |                                  | Beveren           | Gentseweg 84                 | 51° 12′ 15″ nord, 4° 14′ 15″ est | 17113               | Téléverser                                          |
| (nl) Rij arbeiderswoningen 't Engels Kamp 1923-24                                                        |                       |                                  | Beveren           | Gentseweg 108                | 51° 12′ 15″ nord, 4° 14′ 15″ est | 17113               | Téléverser                                          |
| (nl) Rij arbeiderswoningen 't Engels Kamp 1923-24                                                        |                       |                                  | Beveren           | Gentseweg 88                 | 51° 12′ 15″ nord, 4° 14′ 15″ est | 17113               | Téléverser                                          |
| (nl) Rij arbeiderswoningen 't Engels Kamp 1923-24                                                        |                       |                                  | Beveren           | Gentseweg 90                 | 51° 12′ 15″ nord, 4° 14′ 15″ est | 17113               | Téléverser                                          |
| (nl) Rij arbeiderswoningen 't Engels Kamp 1923-24                                                        |                       |                                  | Beveren           | Gentseweg 92                 | 51° 12′ 15″ nord, 4° 14′ 15″ est | 17113               | Téléverser                                          |
| (nl) Rij arbeiderswoningen 't Engels Kamp 1923-24                                                        |                       |                                  | Beveren           | Gentseweg 94                 | 51° 12′ 15″ nord, 4° 14′ 15″ est | 17113               | Téléverser                                          |
| (nl) Rij arbeiderswoningen 't Engels Kamp 1923-24                                                        |                       |                                  | Beveren           | Gentseweg 96                 | 51° 12′ 15″ nord, 4° 14′ 15″ est | 17113               | Téléverser                                          |
| (nl) Rij arbeiderswoningen 't Engels Kamp 1923-24                                                        |                       |                                  | Beveren           | Gentseweg 98                 | 51° 12′ 15″ nord, 4° 14′ 15″ est | 17113               | Téléverser                                          |
| (nl) Rij arbeiderswoningen 't Engels Kamp 1923-24                                                        |                       |                                  | Beveren           | Gentseweg 100                | 51° 12′ 15″ nord, 4° 14′ 15″ est | 17113               | Téléverser                                          |
| (nl) Rij arbeiderswoningen 't Engels Kamp 1923-24                                                        |                       |                                  | Beveren           | Gentseweg 102                | 51° 12′ 15″ nord, 4° 14′ 15″ est | 17113               | Téléverser                                          |
| (nl) Rij arbeiderswoningen 't Engels Kamp 1923-24                                                        |                       |                                  | Beveren           | Gentseweg 104                | 51° 12′ 15″ nord, 4° 14′ 15″ est | 17113               | Téléverser                                          |
| (nl) Burgerhuis XIX                                                                                      |                       |                                  | Beveren           | Vrasenestraat 27             | 51° 12′ 51″ nord, 4° 15′ 13″ est | 17189               | Téléverser                                          |
| (nl) Rij arbeiderswoningen 't Engels Kamp 1923-24                                                        |                       |                                  | Beveren           | Gentseweg 82                 | 51° 12′ 15″ nord, 4° 14′ 15″ est | 17113               | Téléverser                                          |
| (nl) Herenhuis                                                                                           |                       |                                  | Beveren           | Stationsstraat 31            | 51° 12′ 38″ nord, 4° 15′ 31″ est | 17173               | Téléverser                                          |
| (nl) Burgerhuis XIX                                                                                      |                       |                                  | Beveren           | Vrasenestraat 25             | 51° 12′ 51″ nord, 4° 15′ 13″ est | 17189               | Téléverser                                          |
| (nl) Gebouw                                                                                              |                       |                                  | Beveren           | Oude Zandstraat 74           | 51° 12′ 40″ nord, 4° 15′ 03″ est | 17159               | Téléverser                                          |
| (nl) Neoclassicistisch gebouw                                                                            |                       |                                  | Beveren           | Oude Zandstraat 92           | 51° 12′ 38″ nord, 4° 15′ 00″ est | 17160               | Téléverser                                          |
| (nl) Hof ter Welle of Oud Geestelijk Hof, kasteel                                                        | Oui                   |                                  | Beveren           | Anna Piersdreef 1            | 51° 12′ 29″ nord, 4° 15′ 00″ est | 17162               | Téléverser                                          |
| (nl) Klompenmakerij bij een diephuis uit XX                                                              |                       |                                  | Beveren           | Pastoor Steenssensstraat 112 | 51° 12′ 48″ nord, 4° 14′ 04″ est | 17163               | Téléverser                                          |
| (nl) Boerenhuis                                                                                          |                       |                                  | Beveren           | Puiput 1                     | 51° 11′ 54″ nord, 4° 16′ 16″ est | 17164               | Téléverser                                          |
| (nl) Boerenhuis 1662                                                                                     |                       |                                  | Beveren           | Puiput 2                     | 51° 11′ 55″ nord, 4° 16′ 24″ est | 17165               | Téléverser                                          |
| (nl) Dubbelhuis 1865                                                                                     |                       |                                  | Beveren           | Puiput 13                    | 51° 12′ 00″ nord, 4° 16′ 23″ est | 17166               | Téléverser                                          |
| (nl) Brouwerij Vermeulen XIX, bedrijfsgebouwen                                                           |                       |                                  | Beveren           | Stationsstraat 1             | 51° 12′ 46″ nord, 4° 15′ 25″ est | 17167               | Téléverser                                          |
| (nl) Klompenmakerij Pintens; rijhuis, atelier, droogzolder, en vrijstaande opslagplaats op het achtererf |                       |                                  | Beveren           | Onze-Lieve-Vrouwstraat 15    | 51° 12′ 31″ nord, 4° 14′ 34″ est | 17156               | Téléverser                                          |
| (nl) Dubbelhuis                                                                                          |                       |                                  | Beveren           | Stationsstraat 12            | 51° 12′ 43″ nord, 4° 15′ 25″ est | 17170               | Téléverser                                          |
| (nl) Dubbelhuisje, kern XVII                                                                             |                       |                                  | Beveren           | Grote Markt 8                | 51° 12′ 45″ nord, 4° 15′ 21″ est | 17126               | Téléverser                                          |
| (nl) Burgerhuis                                                                                          |                       |                                  | Beveren           | Stationsstraat 32            | 51° 12′ 40″ nord, 4° 15′ 25″ est | 17174               | Téléverser                                          |
| (nl) Dubbelhuis                                                                                          |                       |                                  | Beveren           | Stationsstraat 34            | 51° 12′ 39″ nord, 4° 15′ 26″ est | 17175               | Téléverser                                          |
| (nl) Enkelhuis Art Decomotieven                                                                          |                       |                                  | Beveren           | Stationsstraat 93            | 51° 12′ 32″ nord, 4° 15′ 31″ est | 17178               | Téléverser                                          |
| (nl) Lijstgevel met naam Het tafeltje rond                                                               |                       |                                  | Beveren           | Stationsstraat 95            | 51° 12′ 32″ nord, 4° 15′ 32″ est | 17179               | Téléverser                                          |
| (nl) Rijhuizen empire getint XIX                                                                         |                       |                                  | Beveren           | Stationsstraat 100           | 51° 12′ 32″ nord, 4° 15′ 29″ est | 17180               | Téléverser                                          |
| (nl) Rijhuis XIX                                                                                         |                       |                                  | Beveren           | Stationsstraat 104           | 51° 12′ 31″ nord, 4° 15′ 29″ est | 17181               | Téléverser                                          |
| (nl) Breedhuis                                                                                           |                       |                                  | Beveren           | Stationsstraat 118           | 51° 12′ 30″ nord, 4° 15′ 30″ est | 17182               | Téléverser                                          |
| (nl) Bakstenen gebouw XIX                                                                                |                       |                                  | Beveren           | Stationsplein 4              | 51° 12′ 30″ nord, 4° 15′ 34″ est | 17183               | Téléverser                                          |
| (nl) Bakstenen gebouw XIX                                                                                |                       |                                  | Beveren           | Stationsplein 4              | 51° 12′ 30″ nord, 4° 15′ 36″ est | 17183               | Téléverser                                          |
| (nl) Kasteel Cortewalle, Hof ter Walle, waterburcht                                                      | Oui                   |                                  | Beveren           | Essendreef 2                 | 51° 12′ 49″ nord, 4° 15′ 55″ est | 17185               | (nl) Kasteel Cortewalle, Hof ter Walle, waterburcht |
| (nl) Sint-Lodewijkschool 1880                                                                            |                       |                                  | Beveren           | Stationsstraat 7             | 51° 12′ 42″ nord, 4° 15′ 29″ est | 17169               | Téléverser                                          |
| (nl) Rij arbeiderswoningen 't Engels Kamp 1923-24                                                        |                       |                                  | Beveren           | Gentseweg 122                | 51° 12′ 15″ nord, 4° 14′ 15″ est | 17113               | Téléverser                                          |
| (nl) Dubbelhuis, 1838                                                                                    |                       |                                  | Beveren           | Vrasenestraat 8              | 51° 12′ 48″ nord, 4° 15′ 18″ est | 17186               | Téléverser                                          |
| (nl) Burgerhuis                                                                                          |                       |                                  | Beveren           | Vrasenestraat 29             | 51° 12′ 51″ nord, 4° 15′ 12″ est | 17190               | Téléverser                                          |
| (nl) Enkelhuis XIX                                                                                       |                       |                                  | Beveren           | Vrasenestraat 37             | 51° 12′ 51″ nord, 4° 15′ 12″ est | 17191               | Téléverser                                          |
| (nl) Huis Piers Franse stijl herenhuis                                                                   | Oui                   |                                  | Beveren           | Vrasenestraat 62             | 51° 12′ 55″ nord, 4° 15′ 12″ est | 17192               | Téléverser                                          |
| (nl) Rij arbeiderswoningen 't Engels Kamp 1923-24                                                        |                       |                                  | Beveren           | Gentseweg 110                | 51° 12′ 15″ nord, 4° 14′ 15″ est | 17113               | Téléverser                                          |
| (nl) Rij arbeiderswoningen 't Engels Kamp 1923-24                                                        |                       |                                  | Beveren           | Gentseweg 112                | 51° 12′ 15″ nord, 4° 14′ 15″ est | 17113               | Téléverser                                          |
| (nl) Rij arbeiderswoningen 't Engels Kamp 1923-24                                                        |                       |                                  | Beveren           | Gentseweg 114                | 51° 12′ 15″ nord, 4° 14′ 15″ est | 17113               | Téléverser                                          |
| (nl) Rij arbeiderswoningen 't Engels Kamp 1923-24                                                        |                       |                                  | Beveren           | Gentseweg 116                | 51° 12′ 15″ nord, 4° 14′ 15″ est | 17113               | Téléverser                                          |
| (nl) Kasteel Bosdam, vroeger Cretenborgch; herenhuis                                                     |                       |                                  | Beveren           | Oude Zandstraat 9            | 51° 12′ 43″ nord, 4° 15′ 18″ est | 17157               | Téléverser                                          |
| (nl) Rij arbeiderswoningen 't Engels Kamp 1923-24                                                        |                       |                                  | Beveren           | Gentseweg 120                | 51° 12′ 15″ nord, 4° 14′ 15″ est | 17113               | Téléverser                                          |
| (nl) Burgerhuis XIX                                                                                      |                       |                                  | Beveren           | Vrasenestraat 27             | 51° 12′ 50″ nord, 4° 15′ 14″ est | 17189               | Téléverser                                          |
| (nl) Klompenmakerij Van Remoorter XX                                                                     |                       |                                  | Beveren           | Gentseweg 71                 | 51° 12′ 15″ nord, 4° 14′ 21″ est | 17114               | Téléverser                                          |
| (nl) Klompenmakerij Van Remoorter XX                                                                     |                       |                                  | Beveren           | Gentseweg 71                 | 51° 12′ 16″ nord, 4° 14′ 19″ est | 17114               | Téléverser                                          |
| (nl) Enkelhuis in Jugendstil 1912 naar ontwerp van A. Waterschoot                                        |                       |                                  | Beveren           | Gerard Van Gervenstraat 5    | 51° 12′ 50″ nord, 4° 15′ 31″ est | 17116               | Téléverser                                          |
| (nl) Parochiekerk Sint-Martinus, pseudo-basiliek                                                         | Oui                   |                                  | Beveren           | Grote Markt                  | 51° 12′ 48″ nord, 4° 15′ 26″ est | 17118               | Téléverser                                          |
| (nl) Gemeentepomp                                                                                        |                       |                                  | Beveren           | Grote Markt                  | 51° 12′ 48″ nord, 4° 15′ 22″ est | 17119               | Téléverser                                          |
| (nl) Enkelhuis 1811 gedateerd, en 'I.B.P. COLE en I.F.                                                   |                       |                                  | Beveren           | Grote Markt                  | 51° 12′ 46″ nord, 4° 15′ 23″ est | 17121               | Téléverser                                          |
| (nl) Rijhuisje                                                                                           |                       |                                  | Beveren           | Grote Markt 3                | 51° 12′ 45″ nord, 4° 15′ 23″ est | 17122               | Téléverser                                          |
| (nl) Dubbelhuis                                                                                          |                       |                                  | Beveren           | Grote Markt 5                | 51° 12′ 46″ nord, 4° 15′ 22″ est | 17123               | Téléverser                                          |
| (nl) Rijhuis                                                                                             |                       |                                  | Beveren           | Grote Markt 6                | 51° 12′ 46″ nord, 4° 15′ 22″ est | 17124               | Téléverser                                          |
| (nl) Dubbelhuis                                                                                          |                       |                                  | Beveren           | Grote Markt 7                | 51° 12′ 45″ nord, 4° 15′ 21″ est | 17125               | Téléverser                                          |
| (nl) Rij arbeiderswoningen 't Engels Kamp 1923-24                                                        |                       |                                  | Beveren           | Gentseweg 118                | 51° 12′ 15″ nord, 4° 14′ 15″ est | 17113               | Téléverser                                          |
| (nl) Gemeentehuis                                                                                        | Oui                   |                                  | Beveren           | Stationsstraat 2             | 51° 12′ 46″ nord, 4° 15′ 24″ est | 17120               | Téléverser                                          |
| (nl) Dubbelhuis                                                                                          |                       |                                  | Beveren           | Stationsstraat 12            | 51° 12′ 43″ nord, 4° 15′ 23″ est | 17170               | Téléverser                                          |
| (nl) Rijhuisje XIX                                                                                       |                       |                                  | Beveren           | Stationsstraat 30            | 51° 12′ 40″ nord, 4° 15′ 25″ est | 17172               | Téléverser                                          |

## Doel
| Objet                                                           | Statut du classement? | Année de construction/architecte | Section communale | Adresse                 | Coordonnées                      | Numéro d'inventaire | Illustration                                                    |
| --------------------------------------------------------------- | --------------------- | -------------------------------- | ----------------- | ----------------------- | -------------------------------- | ------------------- | --------------------------------------------------------------- |
| (nl) Hoeve met woonhuis van het dubbelhuistype XIX              |                       |                                  | Doel              | Oostlangeweg 28         | 51° 19′ 08″ nord, 4° 14′ 48″ est | 17226               | Téléverser                                                      |
| (nl) Boerenburgerhuis, 1930                                     |                       |                                  | Doel              | Oude Sluisstraat 3      | 51° 18′ 44″ nord, 4° 13′ 04″ est | 17227               | Téléverser                                                      |
| (nl) Kapel Onze-Lieve-Vrouw der Polders, neogotische stijl 1862 |                       |                                  | Doel              | Parkstraat              | 51° 18′ 38″ nord, 4° 15′ 58″ est | 17228               | (nl) Kapel Onze-Lieve-Vrouw der Polders, neogotische stijl 1862 |
| (nl) Dubbelhuis                                                 |                       |                                  | Doel              | Saftingen 36            | 51° 18′ 13″ nord, 4° 14′ 00″ est | 17241               | Téléverser                                                      |
| (nl) Boerenhuisje XIX; Onze-Lieve-Vrouwekapelletje 1958         |                       |                                  | Doel              | Saftingen 20            | 51° 18′ 22″ nord, 4° 13′ 54″ est | 17240               | Téléverser                                                      |
| (nl) Rijhuis                                                    |                       |                                  | Doel              | Pastorijstraat 19       | 51° 18′ 37″ nord, 4° 15′ 50″ est | 17237               | Téléverser                                                      |
| (nl) Diephuisje, kern XVII                                      |                       |                                  | Doel              | Pastorijstraat 12       | 51° 18′ 39″ nord, 4° 15′ 55″ est | 17234               | Téléverser                                                      |
| (nl) Dubbelhuisjes XIX                                          |                       |                                  | Doel              | Zoetenberm 27           | 51° 19′ 49″ nord, 4° 13′ 46″ est | 17201               | Téléverser                                                      |
| (nl) Dubbelhuis midden XIX                                      |                       |                                  | Doel              | Pastorijstraat 13       | 51° 18′ 37″ nord, 4° 15′ 51″ est | 17235               | Téléverser                                                      |
| (nl) Enkelhuis                                                  |                       |                                  | Doel              | Pastorijstraat 16       | 51° 18′ 39″ nord, 4° 15′ 55″ est | 17236               | Téléverser                                                      |
| (nl) Parochiekerk Onze-Lieve-Vrouw-Hemelvaart                   | Oui                   |                                  | Doel              | Hooghuisstraat          | 51° 18′ 35″ nord, 4° 15′ 46″ est | 17214               | (nl) Parochiekerk Onze-Lieve-Vrouw-Hemelvaart                   |
| (nl) Burgerhuis XIX                                             |                       |                                  | Doel              | Pastorijstraat 21       | 51° 18′ 37″ nord, 4° 15′ 49″ est | 17238               | Téléverser                                                      |
| (nl) Dubbelhuis                                                 |                       |                                  | Doel              | Pastorijstraat 8        | 51° 18′ 39″ nord, 4° 15′ 56″ est | 17232               | Téléverser                                                      |
| (nl) Dubbelhuis                                                 |                       |                                  | Doel              | Hooghuisstraat 7        | 51° 18′ 40″ nord, 4° 15′ 48″ est | 17213               | Téléverser                                                      |
| (nl) Villa                                                      |                       |                                  | Doel              | Engelsesteenweg 47      | 51° 18′ 39″ nord, 4° 15′ 42″ est | 17207               | Téléverser                                                      |
| (nl) Hoeve Antoniushoef van 1853                                |                       |                                  | Doel              | Hertog Prosperstraat 4  | 51° 20′ 11″ nord, 4° 13′ 50″ est | 17208               | Téléverser                                                      |
| (nl) Vier hoevetjes                                             |                       |                                  | Doel              | Hertog Prosperstraat 5  | 51° 19′ 56″ nord, 4° 13′ 23″ est | 17209               | Téléverser                                                      |
| (nl) Vier hoevetjes                                             |                       |                                  | Doel              | Hertog Prosperstraat 8  | 51° 19′ 56″ nord, 4° 13′ 23″ est | 17209               | Téléverser                                                      |
| (nl) Vier hoevetjes                                             |                       |                                  | Doel              | Hertog Prosperstraat 10 | 51° 19′ 56″ nord, 4° 13′ 23″ est | 17209               | Téléverser                                                      |
| (nl) Hoeve Josephushoef van 1933                                |                       |                                  | Doel              | Hertog Prosperstraat 6  | 51° 20′ 09″ nord, 4° 13′ 47″ est | 17210               | Téléverser                                                      |
| (nl) School, klooster, eertijds kostschool                      |                       |                                  | Doel              | Hooghuisstraat 2        | 51° 18′ 39″ nord, 4° 15′ 45″ est | 17211               | (nl) School, klooster, eertijds kostschool                      |
| (nl) Huis XIX                                                   |                       |                                  | Doel              | Hooghuisstraat 10       | 51° 18′ 34″ nord, 4° 15′ 49″ est | 17216               | Téléverser                                                      |
| (nl) Pastorie                                                   |                       |                                  | Doel              | Hooghuisstraat 6        | 51° 18′ 37″ nord, 4° 15′ 46″ est | 17212               | (nl) Pastorie                                                   |
| (nl) Olifantshoef                                               |                       |                                  | Doel              | Oostlangeweg 9          | 51° 18′ 37″ nord, 4° 15′ 03″ est | 17224               | Téléverser                                                      |
| (nl) Hooghuis, 1613-1614                                        | Oui                   |                                  | Doel              | Hooghuisstraat 8        | 51° 18′ 34″ nord, 4° 15′ 48″ est | 17215               | (nl) Hooghuis, 1613-1614                                        |
| (nl) Herenhuis XIX                                              |                       |                                  | Doel              | Hooghuisstraat 12       | 51° 18′ 33″ nord, 4° 15′ 48″ est | 17217               | Téléverser                                                      |
| (nl) Arbeidershuisje dubbelhuistype                             |                       |                                  | Doel              | Hooghuisstraat 17       | 51° 18′ 34″ nord, 4° 15′ 50″ est | 17218               | Téléverser                                                      |
| (nl) Boerenburgerhuis XIX                                       |                       |                                  | Doel              | Hooghuisstraat 21       | 51° 18′ 32″ nord, 4° 15′ 52″ est | 17219               | Téléverser                                                      |
| (nl) Beluikje van vijf huisjes in spiegelbeeldschema XI         |                       |                                  | Doel              | Liefkenshoekstraat 2    | 51° 18′ 34″ nord, 4° 16′ 00″ est | 17220               | Téléverser                                                      |
| (nl) Beluikje van vijf huisjes in spiegelbeeldschema XI         |                       |                                  | Doel              | Liefkenshoekstraat 10   | 51° 18′ 34″ nord, 4° 16′ 00″ est | 17220               | Téléverser                                                      |
| (nl) Open hoeve                                                 |                       |                                  | Doel              | Oostlangeweg 1          | 51° 20′ 03″ nord, 4° 14′ 08″ est | 17223               | (nl) Open hoeve                                                 |
| (nl) School, klooster, eertijds kostschool                      |                       |                                  | Doel              | Hooghuisstraat 4        | 51° 18′ 39″ nord, 4° 15′ 45″ est | 17211               | Téléverser                                                      |
| (nl) Huis, ankers 1667                                          |                       |                                  | Doel              | Zoetenberm 17           | 51° 20′ 08″ nord, 4° 14′ 18″ est | 17251               | Téléverser                                                      |
| (nl) Boerderij met woonhuis 1833                                |                       |                                  | Doel              | Dreefstraat 3           | 51° 18′ 10″ nord, 4° 13′ 39″ est | 17203               | Téléverser                                                      |
| (nl) Schoolgebouw ca. 1900                                      |                       |                                  | Doel              | Engelsesteenweg         | 51° 18′ 43″ nord, 4° 15′ 51″ est | 17204               | (nl) Schoolgebouw ca. 1900                                      |
| (nl) Polderhoeve; woonhuis, schuren, aanhorigheden              |                       |                                  | Doel              | Dreefstraat 1           | 51° 18′ 08″ nord, 4° 13′ 59″ est | 17202               | Téléverser                                                      |
| (nl) Dubbelhuis                                                 |                       |                                  | Doel              | Camermanstraat 43       | 51° 18′ 34″ nord, 4° 15′ 51″ est | 17199               | Téléverser                                                      |
| (nl) Open hoeve; woonhuis, koetshuis, schuur; fries 186         |                       |                                  | Doel              | Westlangeweg 1          | 51° 19′ 23″ nord, 4° 13′ 50″ est | 17247               | Téléverser                                                      |
| (nl) Station, bakstenen gebouw                                  |                       |                                  | Doel              | Engelsesteenweg 2       | 51° 18′ 45″ nord, 4° 15′ 55″ est | 17243               | Téléverser                                                      |
| (nl) Herenhuis                                                  |                       |                                  | Doel              | Camermanstraat 37       | 51° 18′ 35″ nord, 4° 15′ 52″ est | 17197               | Téléverser                                                      |
| (nl) Breedhuis                                                  |                       |                                  | Doel              | Camermanstraat 39       | 51° 18′ 34″ nord, 4° 15′ 52″ est | 17198               | Téléverser                                                      |
| (nl) Gemeentehuis, hoekhuis                                     |                       |                                  | Doel              | Camermanstraat 4        | 51° 18′ 36″ nord, 4° 15′ 54″ est | 17193               | (nl) Gemeentehuis, hoekhuis                                     |
| (nl) Breedhuis dubbelhuisopstand                                |                       |                                  | Doel              | Camermanstraat 21       | 51° 18′ 35″ nord, 4° 15′ 56″ est | 17194               | Téléverser                                                      |
| (nl) Windmolen Scheldemolen                                     | Oui                   |                                  | Doel              | Scheldemolenstraat 6    | 51° 18′ 48″ nord, 4° 15′ 56″ est | 17242               | (nl) Windmolen Scheldemolen                                     |

## Haasdonk
| Objet                                                                | Statut du classement? | Année de construction/architecte | Section communale | Adresse                      | Coordonnées                      | Numéro d'inventaire | Illustration |
| -------------------------------------------------------------------- | --------------------- | -------------------------------- | ----------------- | ---------------------------- | -------------------------------- | ------------------- | ------------ |
| (nl) Rij arbeidershuizen XIX                                         |                       |                                  | Haasdonk          | Heirbaan 44                  | 51° 11′ 03″ nord, 4° 15′ 10″ est | 17257               | Téléverser   |
| (nl) Rij arbeidershuizen XIX                                         |                       |                                  | Haasdonk          | Heirbaan 50                  | 51° 11′ 03″ nord, 4° 15′ 10″ est | 17257               | Téléverser   |
| (nl) Boerenburgerhuis XVIII-begin XIX                                |                       |                                  | Haasdonk          | Stuurstraat 105              | 51° 11′ 00″ nord, 4° 13′ 02″ est | 17284               | Téléverser   |
| (nl) Duivekeethoeve, open hoeve; woonhuis en dienstgebouwen          |                       |                                  | Haasdonk          | Zandstraat 196               | 51° 11′ 35″ nord, 4° 13′ 52″ est | 17309               | Téléverser   |
| (nl) Boerenhuis                                                      |                       |                                  | Haasdonk          | Zandstraat                   | 51° 11′ 48″ nord, 4° 14′ 14″ est | 17308               | Téléverser   |
| (nl) Open hoeve, vroeger Schaliënhuis, nu Ter Donck                  |                       |                                  | Haasdonk          | Zandstraat 94                | 51° 11′ 11″ nord, 4° 14′ 03″ est | 17307               | Téléverser   |
| (nl) Boerenwoning, latei met datum 1865                              |                       |                                  | Haasdonk          | Heirbaan 45                  | 51° 10′ 58″ nord, 4° 15′ 27″ est | 17255               | Téléverser   |
| (nl) Arduinen grafmomument J.B. Tassijns                             |                       |                                  | Haasdonk          | Tassijnslaan                 | 51° 10′ 32″ nord, 4° 12′ 21″ est | 17286               | Téléverser   |
| (nl) Open hoeve, 't Neereinde, kapel jaren 1930                      |                       |                                  | Haasdonk          | Botermelkstraat 9            | 51° 10′ 41″ nord, 4° 15′ 27″ est | 17254               | Téléverser   |
| (nl) Open hoeve en XIX woonhuis + kapel Onze-Lieve-Vrouw van Lourdes |                       |                                  | Haasdonk          | Botermelkstraat 2            | 51° 10′ 54″ nord, 4° 15′ 42″ est | 17253               | Téléverser   |
| (nl) Rijhuis                                                         |                       |                                  | Haasdonk          | Willem Van Doornyckstraat 12 | 51° 10′ 49″ nord, 4° 14′ 17″ est | 17290               | Téléverser   |
| (nl) Breedhuis 1842 gedateerd                                        |                       |                                  | Haasdonk          | Willem Van Doornyckstraat 15 | 51° 10′ 52″ nord, 4° 14′ 18″ est | 17292               | Téléverser   |
| (nl) Hoekhuis XIX                                                    |                       |                                  | Haasdonk          | Willem Van Doornyckstraat 19 | 51° 10′ 52″ nord, 4° 14′ 17″ est | 17293               | Téléverser   |
| (nl) Dubbelhuis XIX                                                  |                       |                                  | Haasdonk          | Willem Van Doornyckstraat 41 | 51° 10′ 51″ nord, 4° 14′ 11″ est | 17296               | Téléverser   |
| (nl) Boerenburgerhuis 1859 gedateerd                                 |                       |                                  | Haasdonk          | Willem Van Doornyckstraat 51 | 51° 10′ 51″ nord, 4° 14′ 09″ est | 17297               | Téléverser   |
| (nl) Boerenburgerhuis 1859 gedateerd                                 |                       |                                  | Haasdonk          | Willem Van Doornyckstraat 53 | 51° 10′ 51″ nord, 4° 14′ 09″ est | 17297               | Téléverser   |
| (nl) Dubbelhuis, 1847 gedateerd                                      |                       |                                  | Haasdonk          | Zandstraat 6                 | 51° 10′ 54″ nord, 4° 14′ 14″ est | 17303               | Téléverser   |
| (nl) Dubbelhuis XX                                                   |                       |                                  | Haasdonk          | Willem Van Doornyckstraat 59 | 51° 10′ 51″ nord, 4° 14′ 07″ est | 17298               | Téléverser   |
| (nl) Breedhuis, jaartal 1878                                         |                       |                                  | Haasdonk          | Willem Van Doornyckstraat 73 | 51° 10′ 50″ nord, 4° 14′ 04″ est | 17300               | Téléverser   |
| (nl) Dubbelhuis, 1848 gedateerd                                      |                       |                                  | Haasdonk          | Willem Van Doornyckstraat 97 | 51° 10′ 48″ nord, 4° 14′ 00″ est | 17301               | Téléverser   |
| (nl) Hoekhuis                                                        |                       |                                  | Haasdonk          | Willem Van Doornyckstraat 1  | 51° 10′ 53″ nord, 4° 14′ 21″ est | 17287               | Téléverser   |
| (nl) Dubbelhuis XIX                                                  |                       |                                  | Haasdonk          | Keizerstraat 12              | 51° 10′ 55″ nord, 4° 14′ 28″ est | 17261               | Téléverser   |
| (nl) Rij arbeidershuizen XIX                                         |                       |                                  | Haasdonk          | Heirbaan 42                  | 51° 11′ 03″ nord, 4° 15′ 10″ est | 17257               | Téléverser   |
| (nl) Rij arbeidershuizen XIX                                         |                       |                                  | Haasdonk          | Heirbaan 46                  | 51° 11′ 03″ nord, 4° 15′ 10″ est | 17257               | Téléverser   |
| (nl) Dubbelhuis 1849 gedateerd                                       |                       |                                  | Haasdonk          | Zandstraat 4                 | 51° 10′ 53″ nord, 4° 14′ 15″ est | 17302               | Téléverser   |
| (nl) Rij arbeidershuizen XIX                                         |                       |                                  | Haasdonk          | Heirbaan 52                  | 51° 11′ 03″ nord, 4° 15′ 10″ est | 17257               | Téléverser   |
| (nl) Rij arbeidershuizen XIX                                         |                       |                                  | Haasdonk          | Heirbaan 54                  | 51° 11′ 03″ nord, 4° 15′ 10″ est | 17257               | Téléverser   |
| (nl) Rij arbeidershuizen XIX                                         |                       |                                  | Haasdonk          | Heirbaan 56                  | 51° 11′ 03″ nord, 4° 15′ 10″ est | 17257               | Téléverser   |
| (nl) Rij arbeidershuizen XIX                                         |                       |                                  | Haasdonk          | Heirbaan 58                  | 51° 11′ 03″ nord, 4° 15′ 10″ est | 17257               | Téléverser   |
| (nl) Rij arbeidershuizen XIX                                         |                       |                                  | Haasdonk          | Heirbaan 60                  | 51° 11′ 03″ nord, 4° 15′ 10″ est | 17257               | Téléverser   |
| (nl) Rij arbeidershuizen XIX                                         |                       |                                  | Haasdonk          | Heirbaan 62                  | 51° 11′ 03″ nord, 4° 15′ 10″ est | 17257               | Téléverser   |
| (nl) Open hoeve; woonhuis dubbelhuistype en dwarsschuur              |                       |                                  | Haasdonk          | Heirbaan 63                  | 51° 11′ 01″ nord, 4° 16′ 11″ est | 17258               | Téléverser   |
| (nl) Duivekeethoeve, open hoeve; woonhuis en dienstgebouwen          |                       |                                  | Haasdonk          | Zandstraat 198               | 51° 11′ 35″ nord, 4° 13′ 52″ est | 17309               | Téléverser   |
| (nl) Hoekhuis XIX                                                    |                       |                                  | Haasdonk          | Keizerstraat 5               | 51° 10′ 54″ nord, 4° 14′ 29″ est | 17260               | Téléverser   |
| (nl) Omwalde hoeve, Ter Snoecke, gedateerd 1650                      |                       |                                  | Haasdonk          | Heirbaan 34                  | 51° 11′ 11″ nord, 4° 15′ 05″ est | 17256               | Téléverser   |
| (nl) Arbeidershuisje XX                                              |                       |                                  | Haasdonk          | Keizerstraat 22              | 51° 10′ 55″ nord, 4° 14′ 30″ est | 17262               | Téléverser   |
| (nl) Herenhuis midden XIX, dubbelhuistype                            |                       |                                  | Haasdonk          | Keizerstraat 42              | 51° 10′ 55″ nord, 4° 14′ 33″ est | 17264               | Téléverser   |
| (nl) Herenhuis XIX                                                   |                       |                                  | Haasdonk          | Keizerstraat 46              | 51° 10′ 55″ nord, 4° 14′ 36″ est | 17266               | Téléverser   |
| (nl) Herenhuis XIX                                                   |                       |                                  | Haasdonk          | Keizerstraat 48              | 51° 10′ 55″ nord, 4° 14′ 36″ est | 17266               | Téléverser   |
| (nl) Gemeentepomp in arduin                                          |                       |                                  | Haasdonk          | Pastoor Verwilghenplein      | 51° 10′ 54″ nord, 4° 14′ 22″ est | 17270               | Téléverser   |
| (nl) Gemeentehuis, heden bibliotheek                                 | Oui                   |                                  | Haasdonk          | Pastoor Verwilghenplein 1    | 51° 10′ 53″ nord, 4° 14′ 23″ est | 17271               | Téléverser   |
| (nl) Parochiekerk Sint-Jacobus de Meerdere                           |                       |                                  | Haasdonk          | Keizerstraat 1               | 51° 10′ 53″ nord, 4° 14′ 28″ est | 17272               | Téléverser   |
| (nl) Dubbelhuis, 1820 gedateerd                                      |                       |                                  | Haasdonk          | Pastoor Verwilghenplein 9    | 51° 10′ 52″ nord, 4° 14′ 21″ est | 17274               | Téléverser   |
| (nl) Boerenwoning, datering 1916                                     |                       |                                  | Haasdonk          | Heirbaan 65                  | 51° 11′ 01″ nord, 4° 16′ 13″ est | 17259               | Téléverser   |
| (nl) Dubbelhuis, XIX                                                 |                       |                                  | Haasdonk          | Pastoor Verwilghenplein 21   | 51° 10′ 54″ nord, 4° 14′ 18″ est | 17275               | Téléverser   |
| (nl) Pastorie, herenhuis dubbelhuistype                              |                       |                                  | Haasdonk          | Perstraat 8                  | 51° 10′ 49″ nord, 4° 14′ 23″ est | 17278               | Téléverser   |
| (nl) Open hoeve; woonhuis 1870 en aanhorigheden                      |                       |                                  | Haasdonk          | Perstraat 82                 | 51° 10′ 27″ nord, 4° 14′ 47″ est | 17282               | Téléverser   |
| (nl) Open hoeve Canteclaer met woonhuis en stal                      |                       |                                  | Haasdonk          | Ropstraat 25                 | 51° 10′ 54″ nord, 4° 14′ 07″ est | 83527               | Téléverser   |
| (nl) Achterin gelegen dubbelhuisje                                   |                       |                                  | Haasdonk          | Ropstraat 64                 | 51° 10′ 57″ nord, 4° 13′ 56″ est | 83528               | Téléverser   |
| (nl) Boerenhuis met Mariakapelletje, dubbelhuistype 186              |                       |                                  | Haasdonk          | Perstraat 52                 | 51° 10′ 43″ nord, 4° 14′ 32″ est | 17281               | Téléverser   |
| (nl) Herenhuis classicisme                                           |                       |                                  | Haasdonk          | Pastoor Verwilghenplein 33_1 | 51° 10′ 55″ nord, 4° 14′ 24″ est | 17277               | Téléverser   |
| (nl) Rijhuis XIX                                                     |                       |                                  | Haasdonk          | Zandstraat 16                | 51° 10′ 55″ nord, 4° 14′ 14″ est | 17304               | Téléverser   |
| (nl) Hoekhuis jaartal 1906                                           |                       |                                  | Haasdonk          | Zandstraat 18                | 51° 10′ 55″ nord, 4° 14′ 14″ est | 17305               | Téléverser   |
| (nl) Fort Haasdonk                                                   | Oui                   |                                  | Haasdonk          | Bankstraat                   | 51° 10′ 22″ nord, 4° 13′ 42″ est | 201044              | Téléverser   |
| (nl) Dubbelhuis XIX                                                  |                       |                                  | Haasdonk          | Keizerstraat 41              | 51° 10′ 54″ nord, 4° 14′ 34″ est | 17263               | Téléverser   |
| (nl) 19de-eeuws huisje                                               |                       |                                  | Haasdonk          | Willem Van Doornyckstraat 31 | 51° 10′ 52″ nord, 4° 14′ 14″ est | 17294               | Téléverser   |
| (nl) Vrijheidsboom                                                   | Oui                   |                                  | Haasdonk          | Pastoor Verwilghenplein      | 51° 10′ 53″ nord, 4° 14′ 23″ est | 200753              | Téléverser   |
| (nl) Gerenoveerd kasteeltje                                          |                       |                                  | Haasdonk          | Stuurstraat 111              | 51° 10′ 52″ nord, 4° 12′ 52″ est | 17285               | Téléverser   |
| (nl) Gebouwen van brouwerij 't Vliet                                 |                       |                                  | Haasdonk          | Willem Van Doornyckstraat 35 | 51° 10′ 52″ nord, 4° 14′ 12″ est | 17295               | Téléverser   |

## Kallo
| Objet                                                                | Statut du classement? | Année de construction/architecte | Section communale | Adresse               | Coordonnées                      | Numéro d'inventaire | Illustration                                                         |
| -------------------------------------------------------------------- | --------------------- | -------------------------------- | ----------------- | --------------------- | -------------------------------- | ------------------- | -------------------------------------------------------------------- |
| (nl) Rustoord laat-XIX                                               |                       |                                  | Kallo             | Beverse Dijk 5        | 51° 15′ 06″ nord, 4° 16′ 30″ est | 17310               | Téléverser                                                           |
| (nl) Kapel Heilig Hart van Jezus, 1878 gedateerd                     |                       |                                  | Kallo             | Beverse Dijk          | 51° 15′ 06″ nord, 4° 16′ 18″ est | 17311               | Téléverser                                                           |
| (nl) Huisjes                                                         |                       |                                  | Kallo             | Melseledijk 38        | 51° 14′ 59″ nord, 4° 16′ 36″ est | 17337               | Téléverser                                                           |
| (nl) Huisjes                                                         |                       |                                  | Kallo             | Melseledijk 40        | 51° 14′ 59″ nord, 4° 16′ 36″ est | 17337               | Téléverser                                                           |
| (nl) Huisjes                                                         |                       |                                  | Kallo             | Melseledijk 42        | 51° 14′ 59″ nord, 4° 16′ 36″ est | 17337               | Téléverser                                                           |
| (nl) Parochiekerk Sint-Petrus en Paulus, neoclassicistische stijl    | Oui                   |                                  | Kallo             | Sint-Paulusplein 1    | 51° 15′ 08″ nord, 4° 16′ 37″ est | 17343               | (nl) Parochiekerk Sint-Petrus en Paulus, neoclassicistische stijl    |
| (nl) Enkelhuis XIX                                                   |                       |                                  | Kallo             | Sint-Paulusplein 16   | 51° 15′ 09″ nord, 4° 16′ 37″ est | 17344               | Téléverser                                                           |
| (nl) Dubbelhuis                                                      |                       |                                  | Kallo             | Sint-Paulusplein 18   | 51° 15′ 09″ nord, 4° 16′ 36″ est | 17345               | Téléverser                                                           |
| (nl) Pastorie; dubbelhuis naar ontwerp van A. Van Craenenbroeck 1856 |                       |                                  | Kallo             | Sint-Paulusplein 27   | 51° 15′ 06″ nord, 4° 16′ 35″ est | 17347               | (nl) Pastorie; dubbelhuis naar ontwerp van A. Van Craenenbroeck 1856 |
| (nl) Dubbelhuis XIX                                                  |                       |                                  | Kallo             | Sint-Pietersstraat 3  | 51° 15′ 08″ nord, 4° 16′ 42″ est | 17349               | Téléverser                                                           |
| (nl) Enkelhuis ca. 1925, J. De Backer                                |                       |                                  | Kallo             | Sint-Pietersstraat 9  | 51° 15′ 07″ nord, 4° 16′ 41″ est | 17351               | Téléverser                                                           |
| (nl) Hoekhuis                                                        |                       |                                  | Kallo             | Sint-Pietersstraat 6  | 51° 15′ 09″ nord, 4° 16′ 42″ est | 17350               | Téléverser                                                           |
| (nl) Gemeentehuis                                                    | Oui                   |                                  | Kallo             | Gemeenteplein 1       | 51° 15′ 10″ nord, 4° 16′ 46″ est | 17322               | (nl) Gemeentehuis                                                    |
| (nl) Dubbelhuis XIX                                                  |                       |                                  | Kallo             | Fabriekstraat 14      | 51° 15′ 13″ nord, 4° 16′ 37″ est | 17313               | Téléverser                                                           |
| (nl) Kapel Heilige Harten JEZUS EN Maria, 1818                       |                       |                                  | Kallo             | Hoog-Kallostraat      | 51° 15′ 14″ nord, 4° 17′ 08″ est | 17336               | Téléverser                                                           |
| (nl) Huisjes                                                         |                       |                                  | Kallo             | Melseledijk 34        | 51° 14′ 59″ nord, 4° 16′ 36″ est | 17337               | Téléverser                                                           |
| (nl) Dubbelhuis XIX naar ontwerp van Van Gastel                      |                       |                                  | Kallo             | Sint-Pietersstraat 11 | 51° 15′ 07″ nord, 4° 16′ 40″ est | 17352               | Téléverser                                                           |
| (nl) Diephuis                                                        |                       |                                  | Kallo             | Hoog-Kallostraat 70   | 51° 15′ 13″ nord, 4° 17′ 04″ est | 17333               | Téléverser                                                           |
| (nl) Enkelhuizen XX                                                  |                       |                                  | Kallo             | Gemeenteplein 3       | 51° 15′ 11″ nord, 4° 16′ 43″ est | 17324               | Téléverser                                                           |
| (nl) Dubbelhuis met lijstgevel XX                                    |                       |                                  | Kallo             | Fabriekstraat 23      | 51° 15′ 12″ nord, 4° 16′ 35″ est | 17316               | Téléverser                                                           |
| (nl) Dubbelhuis met lijstgevel XX                                    |                       |                                  | Kallo             | Fabriekstraat 32      | 51° 15′ 16″ nord, 4° 16′ 36″ est | 17317               | Téléverser                                                           |
| (nl) Herenhuis met lijstgevel                                        |                       |                                  | Kallo             | Fabriekstraat 33      | 51° 15′ 13″ nord, 4° 16′ 34″ est | 17318               | Téléverser                                                           |
| (nl) Dubbelhuis                                                      |                       |                                  | Kallo             | Fabriekstraat 21      | 51° 15′ 12″ nord, 4° 16′ 36″ est | 17315               | Téléverser                                                           |
| (nl) Herenhuis met lijstgevel XIX                                    |                       |                                  | Kallo             | Fabriekstraat 20      | 51° 15′ 14″ nord, 4° 16′ 36″ est | 17314               | Téléverser                                                           |
| (nl) Huisjes                                                         |                       |                                  | Kallo             | Melseledijk 36        | 51° 14′ 59″ nord, 4° 16′ 36″ est | 17337               | Téléverser                                                           |
| (nl) Dubbelhuis                                                      |                       |                                  | Kallo             | Gasthuisstraat 4      | 51° 15′ 06″ nord, 4° 16′ 45″ est | 17320               | Téléverser                                                           |
| (nl) Arbeidershuisje                                                 |                       |                                  | Kallo             | Hoog-Kallostraat 95   | 51° 15′ 14″ nord, 4° 17′ 06″ est | 17335               | Téléverser                                                           |
| (nl) Enkelhuis met lijstgevel XIX                                    |                       |                                  | Kallo             | Gemeenteplein 2       | 51° 15′ 08″ nord, 4° 16′ 45″ est | 17323               | Téléverser                                                           |
| (nl) Arbeidershuisje                                                 |                       |                                  | Kallo             | Hoog-Kallostraat 93   | 51° 15′ 14″ nord, 4° 17′ 06″ est | 17335               | Téléverser                                                           |
| (nl) Hof ten Damme, herenwoning XVIII                                | Oui                   |                                  | Kallo             | Hoog-Kallostraat 4    | 51° 15′ 10″ nord, 4° 16′ 49″ est | 17325               | Téléverser                                                           |
| (nl) Pastorie, 1724 gedateerd                                        |                       |                                  | Kallo             | Hoog-Kallostraat 28   | 51° 15′ 12″ nord, 4° 16′ 55″ est | 17326               | Téléverser                                                           |
| (nl) Enkelhuis, gedateerd 1837                                       |                       |                                  | Kallo             | Hoog-Kallostraat 37   | 51° 15′ 13″ nord, 4° 16′ 53″ est | 17328               | Téléverser                                                           |
| (nl) Dubbelhuis XIX, gesigneerd J.V.M. 1844                          |                       |                                  | Kallo             | Hoog-Kallostraat 42   | 51° 15′ 12″ nord, 4° 16′ 58″ est | 17329               | Téléverser                                                           |
| (nl) Twee woningen uit dubbelhuis, 1849 gedateerd                    |                       |                                  | Kallo             | Hoog-Kallostraat 46   | 51° 15′ 12″ nord, 4° 16′ 59″ est | 17330               | Téléverser                                                           |
| (nl) Twee woningen uit dubbelhuis, 1849 gedateerd                    |                       |                                  | Kallo             | Hoog-Kallostraat 48   | 51° 15′ 12″ nord, 4° 16′ 59″ est | 17330               | Téléverser                                                           |
| (nl) Villa                                                           |                       |                                  | Kallo             | Hoog-Kallostraat 54   | 51° 15′ 12″ nord, 4° 17′ 01″ est | 17331               | Téléverser                                                           |
| (nl) Dubbelhuis XIX, gedateerd 1829                                  |                       |                                  | Kallo             | Hoog-Kallostraat 68   | 51° 15′ 13″ nord, 4° 17′ 04″ est | 17332               | Téléverser                                                           |
| (nl) Hoeve                                                           |                       |                                  | Kallo             | Gasthuisstraat 12     | 51° 15′ 05″ nord, 4° 16′ 48″ est | 17321               | Téléverser                                                           |
| (nl) Fort Liefkenshoek                                               | Oui                   |                                  | Kallo             | Ketenislaan           | 51° 17′ 39″ nord, 4° 17′ 07″ est | 200754              | (nl) Fort Liefkenshoek                                               |

## Kieldrecht
| Objet                                     | Statut du classement? | Année de construction/architecte | Section communale | Adresse                   | Coordonnées                      | Numéro d'inventaire | Illustration                       |
| ----------------------------------------- | --------------------- | -------------------------------- | ----------------- | ------------------------- | -------------------------------- | ------------------- | ---------------------------------- |
| (nl) Hoeve van 1854                       |                       |                                  | Kieldrecht        | Oud Arenberg 92           | 51° 17′ 17″ nord, 4° 12′ 29″ est | 17389               | Téléverser                         |
| (nl) Herberg Het Oud Hoefijzer            |                       |                                  | Kieldrecht        | Oud Arenberg 111          | 51° 17′ 19″ nord, 4° 13′ 25″ est | 17390               | Téléverser                         |
| (nl) Kapel Heilig Hart, neogotische stijl |                       |                                  | Kieldrecht        | Tragel                    | 51° 17′ 20″ nord, 4° 10′ 27″ est | 17393               | Téléverser                         |
| (nl) Gemeentehuis                         | Oui                   |                                  | Kieldrecht        | Dorpsstraat 24            | 51° 17′ 25″ nord, 4° 10′ 31″ est | 17364               | Téléverser                         |
| (nl) Herenhoeve van 1851                  | Oui                   |                                  | Kieldrecht        | Belgische Dreef 7A        | 51° 19′ 29″ nord, 4° 12′ 33″ est | 17354               | Téléverser                         |
| (nl) Dubbel winkelhuis XIX                |                       |                                  | Kieldrecht        | Marktplein 49             | 51° 17′ 20″ nord, 4° 10′ 30″ est | 17376               | Téléverser                         |
| (nl) Herenhoeve van 1851                  | Oui                   |                                  | Kieldrecht        | Belgische Dreef 7         | 51° 19′ 29″ nord, 4° 12′ 33″ est | 17354               | Téléverser                         |
| (nl) Herenhoeve van 1851                  | Oui                   |                                  | Kieldrecht        | Belgische Dreef 8         | 51° 19′ 29″ nord, 4° 12′ 33″ est | 17354               | Téléverser                         |
| (nl) Pastorie van 1910                    |                       |                                  | Kieldrecht        | Sint-Engelbertusstraat 19 | 51° 19′ 35″ nord, 4° 12′ 51″ est | 17358               | Téléverser                         |
| (nl) Pastorie van 1910                    |                       |                                  | Kieldrecht        | Sint-Engelbertusstraat 19 | 51° 19′ 35″ nord, 4° 12′ 53″ est | 17358               | Téléverser                         |
| (nl) Parochiekerk Sint-Engelbertus        |                       |                                  | Kieldrecht        | Sint-Engelbertusstraat    | 51° 19′ 36″ nord, 4° 12′ 53″ est | 17359               | (nl) Parochiekerk Sint-Engelbertus |
| (nl) Enkelhuis                            |                       |                                  | Kieldrecht        | Dorpsstraat 3             | 51° 17′ 22″ nord, 4° 10′ 30″ est | 17361               | Téléverser                         |
| (nl) Dubbelhuis XIX                       |                       |                                  | Kieldrecht        | Dorpsstraat 8             | 51° 17′ 23″ nord, 4° 10′ 32″ est | 17363               | Téléverser                         |
| (nl) Hof ter Wheele                       |                       |                                  | Kieldrecht        | Gemenestraat 7            | 51° 16′ 41″ nord, 4° 11′ 17″ est | 83529               | Téléverser                         |
| (nl) Parochiekerk Sint-Michiel            |                       |                                  | Kieldrecht        | Marktplein                | 51° 17′ 20″ nord, 4° 10′ 35″ est | 17372               | (nl) Parochiekerk Sint-Michiel     |
| (nl) Herenhoeve van 1851                  | Oui                   |                                  | Kieldrecht        | Belgische Dreef 5         | 51° 19′ 29″ nord, 4° 12′ 33″ est | 17354               | Téléverser                         |
| (nl) Rusthuis Heilige Familie, diephuis   |                       |                                  | Kieldrecht        | Molenstraat 32            | 51° 17′ 28″ nord, 4° 10′ 21″ est | 17379               | Téléverser                         |
| (nl) Rijkswachtkazerne                    |                       |                                  | Kieldrecht        | Molenstraat 60A           | 51° 17′ 21″ nord, 4° 10′ 14″ est | 17382               | Téléverser                         |
| (nl) Dubbelhuis XIX                       |                       |                                  | Kieldrecht        | Nieuw-Arenbergstraat 1    | 51° 17′ 39″ nord, 4° 10′ 21″ est | 17360               | Téléverser                         |
| (nl) Pastorie van 1894                    | Oui                   |                                  | Kieldrecht        | Oud Arenberg 1            | 51° 17′ 21″ nord, 4° 10′ 37″ est | 17383               | (nl) Pastorie van 1894             |
| (nl) Kapel Onze-Lieve-Vrouw Middelares    |                       |                                  | Kieldrecht        | Oud Arenberg              | 51° 17′ 19″ nord, 4° 11′ 42″ est | 17385               | Téléverser                         |
| (nl) Open hoeve                           |                       |                                  | Kieldrecht        | Oud Arenberg 71           | 51° 17′ 20″ nord, 4° 12′ 12″ est | 17386               | Téléverser                         |
| (nl) Hoeve Hof ter Walle                  | Oui                   |                                  | Kieldrecht        | Oud Arenberg 73           | 51° 17′ 21″ nord, 4° 12′ 31″ est | 17387               | Téléverser                         |
| (nl) Breedhuis XIX                        |                       |                                  | Kieldrecht        | Molenstraat 39            | 51° 17′ 23″ nord, 4° 10′ 23″ est | 17381               | Téléverser                         |
| (nl) Rusthuis Heilige Familie, diephuis   |                       |                                  | Kieldrecht        | Molenstraat 32            | 51° 17′ 30″ nord, 4° 10′ 20″ est | 17379               | Téléverser                         |

## Melsele
| Objet                                                                                                   | Statut du classement? | Année de construction/architecte | Section communale | Adresse                 | Coordonnées                      | Numéro d'inventaire | Illustration                                                  |
| --- | --------------------- | -------------------------------- | ----------------- | ----------------------- | -------------------------------- | ------------------- | ------------------------------------------------------------- |
| (nl) Hoeve Euverbraeke, woonhuis 1545, kapel 1901                                                       |                       |                                  | Melsele           | Brielstraat 83          | 51° 13′ 58″ nord, 4° 16′ 19″ est | 17398               | Téléverser                                                    |
| (nl) Open hoeve: woonhuis en dienstgebouwen                                                             |                       |                                  | Melsele           | Appelstraat 35          | 51° 12′ 40″ nord, 4° 16′ 48″ est | 17395               | Téléverser                                                    |
| (nl) Boerderij 't Koperslot met woonhuis 1767 en schuur. Erf met meidoornhaag                           |                       |                                  | Melsele           | Biestraat 1             | 51° 11′ 58″ nord, 4° 17′ 54″ est | 17397               | Téléverser                                                    |
| (nl) Arbeidershuisjes XIX                                                                               |                       |                                  | Melsele           | Dambrugstraat 61        | 51° 13′ 24″ nord, 4° 16′ 49″ est | 17400               | Téléverser                                                    |
| (nl) Arbeidershuisjes XIX                                                                               |                       |                                  | Melsele           | Dambrugstraat 63        | 51° 13′ 24″ nord, 4° 16′ 49″ est | 17400               | Téléverser                                                    |
| (nl) Boerenhuisje XVII                                                                                  |                       |                                  | Melsele           | Dweerse Kromstraat 44   | 51° 12′ 07″ nord, 4° 17′ 21″ est | 17402               | Téléverser                                                    |
| (nl) Kapel Onze-Lieve-Vrouw van Gaverland                                                               | Oui                   |                                  | Melsele           | Gaverlandstraat 111     | 51° 13′ 34″ nord, 4° 16′ 10″ est | 17403               | Téléverser                                                    |
| (nl) Onze-Lieve-Vrouw van Gaverland-instituut: hoofdgebouw van 1894 (geveltop) en recentere klaslokalen |                       |                                  | Melsele           | Grote Baan 183          | 51° 13′ 13″ nord, 4° 17′ 03″ est | 17404               | Téléverser                                                    |
| (nl) Onze-Lieve-Vrouw van Gaverland-instituut: hoofdgebouw van 1894 (geveltop) en recentere klaslokalen |                       |                                  | Melsele           | Grote Baan 183          | 51° 13′ 16″ nord, 4° 17′ 20″ est | 17404               | Téléverser                                                    |
| (nl) Brouwerij Deckers, nu drankendepot                                                                 |                       |                                  | Melsele           | Grote Baan 221          | 51° 13′ 12″ nord, 4° 16′ 49″ est | 17405               | Téléverser                                                    |
| (nl) Burgerhuis XIX                                                                                     |                       |                                  | Melsele           | Grote Baan 224          | 51° 13′ 10″ nord, 4° 16′ 48″ est | 17406               | Téléverser                                                    |
| (nl) Schaliënhuis, herenhoeve, bouwperiodes 1564                                                        |                       |                                  | Melsele           | Appelstraat 54          | 51° 12′ 29″ nord, 4° 16′ 42″ est | 17396               | Téléverser                                                    |
| (nl) Rijhuis XX                                                                                         |                       |                                  | Melsele           | Torenstraat 3           | 51° 13′ 13″ nord, 4° 16′ 54″ est | 17426               | Téléverser                                                    |
| Église paroissiale Notre-Dame (Parochiekerk Onze-Lieve-Vrouw)                                           | Oui                   |                                  | Melsele           | Kerkplein               | 51° 13′ 17″ nord, 4° 16′ 56″ est | 17413               | Église paroissiale Notre-Dame (Parochiekerk Onze-Lieve-Vrouw) |
| (nl) Ouderlingentehuis, gedateerd 1672                                                                  |                       |                                  | Melsele           | Kerkplein 8             | 51° 13′ 15″ nord, 4° 16′ 51″ est | 17414               | Téléverser                                                    |
| (nl) Dubbelhuisje XIX                                                                                   |                       |                                  | Melsele           | Kerkplein 11            | 51° 13′ 16″ nord, 4° 16′ 53″ est | 17415               | Téléverser                                                    |
| (nl) Dubbelhuis                                                                                         | Oui                   |                                  | Melsele           | Kerkplein 21            | 51° 13′ 18″ nord, 4° 16′ 54″ est | 17416               | Téléverser                                                    |
| (nl) Pastorie, dubbelhuis 1767                                                                          | Oui                   |                                  | Melsele           | Kerkplein 22            | 51° 13′ 19″ nord, 4° 16′ 55″ est | 17417               | Téléverser                                                    |
| (nl) Boerenhuis enkelhuistype                                                                           |                       |                                  | Melsele           | Melseledijk 88          | 51° 14′ 00″ nord, 4° 16′ 13″ est | 17418               | Téléverser                                                    |
| (nl) Open hoeve: woonhuis dubbelhuistype en schuur                                                      |                       |                                  | Melsele           | Nieuwlandstraat 3       | 51° 12′ 06″ nord, 4° 18′ 38″ est | 17420               | Téléverser                                                    |
| (nl) Open hoeve 1644: woonhuis en stallen                                                               |                       |                                  | Melsele           | Priemstraat 36          | 51° 11′ 38″ nord, 4° 17′ 14″ est | 17422               | Téléverser                                                    |
| (nl) Open hoeve: dwarsschuur en boerenhuis 1862                                                         |                       |                                  | Melsele           | Schaarbeekstraat 50     | 51° 12′ 09″ nord, 4° 18′ 57″ est | 17423               | Téléverser                                                    |
| (nl) Deel van een woonhuis, inscriptie 1665                                                             |                       |                                  | Melsele           | Kalishoekstraat 170     | 51° 13′ 36″ nord, 4° 17′ 08″ est | 17412               | Téléverser                                                    |
| (nl) Dubbelhuis, gedateerd 1897                                                                         |                       |                                  | Melsele           | Sint-Elisabethstraat 50 | 51° 13′ 17″ nord, 4° 17′ 07″ est | 17425               | Téléverser                                                    |
| (nl) Burgerhuis XIX                                                                                     |                       |                                  | Melsele           | Sint-Elisabethstraat 18 | 51° 13′ 18″ nord, 4° 17′ 02″ est | 17424               | Téléverser                                                    |
| (nl) Brouwerij Van Goey-Van Overloop, herenhuis dubbelhuis                                              |                       |                                  | Melsele           | Grote Baan 290          | 51° 13′ 06″ nord, 4° 16′ 34″ est | 17409               | Téléverser                                                    |
| (nl) Korenhoeve: woonhuis en dwarsschuur XX                                                             |                       |                                  | Melsele           | Hennenneststraat 2      | 51° 13′ 35″ nord, 4° 17′ 21″ est | 17411               | Téléverser                                                    |
| (nl) Burgerhuis XIX                                                                                     |                       |                                  | Melsele           | Grote Baan 254          | 51° 13′ 09″ nord, 4° 16′ 42″ est | 17408               | Téléverser                                                    |
| (nl) Dubbelhuis den Es, jaartal 1812                                                                    |                       |                                  | Melsele           | Heirbaan 107            | 51° 11′ 25″ nord, 4° 17′ 42″ est | 17410               | Téléverser                                                    |
| (nl) Eerste statie ommegang                                                                             | Oui                   |                                  | Melsele           | Gaverlandstraat         | 51° 13′ 33″ nord, 4° 16′ 02″ est | 200943              | Téléverser                                                    |
| (nl) Woning kapelbewaarster                                                                             | Oui                   |                                  | Melsele           | Gaverlandstraat 147     | 51° 13′ 34″ nord, 4° 16′ 03″ est | 200942              | Téléverser                                                    |

## Verrebroek
| Objet                                                                                            | Statut du classement? | Année de construction/architecte | Section communale | Adresse                  | Coordonnées                      | Numéro d'inventaire | Illustration |
| ------------------------------------------------------------------------------------------------ | --------------------- | -------------------------------- | ----------------- | ------------------------ | -------------------------------- | ------------------- | ------------ |
| (nl) Gemeentepomp                                                                                |                       |                                  | Verrebroek        | Verheyenplein            | 51° 15′ 19″ nord, 4° 11′ 18″ est | 83530               | Téléverser   |
| (nl) Enkelhuis XIX                                                                               |                       |                                  | Verrebroek        | Pater Vergauwenstraat 9  | 51° 15′ 20″ nord, 4° 11′ 23″ est | 17436               | Téléverser   |
| (nl) Enkelhuis XIX                                                                               |                       |                                  | Verrebroek        | Pater Vergauwenstraat 11 | 51° 15′ 20″ nord, 4° 11′ 24″ est | 17437               | Téléverser   |
| (nl) Pastorie, neoclassicistisch dubbelhuis 1873 naar ontwerp van architect E. de Perre-Montigny | Oui                   |                                  | Verrebroek        | Sint-Laurentiusstraat 3  | 51° 15′ 20″ nord, 4° 11′ 11″ est | 17439               | Téléverser   |
| (nl) Boerenhuisje XIX                                                                            |                       |                                  | Verrebroek        | Sint-Laurentiusstraat 13 | 51° 15′ 18″ nord, 4° 11′ 04″ est | 17440               | Téléverser   |
| (nl) Parochiekerk Sint-Laurentius                                                                | Oui                   |                                  | Verrebroek        | Verheyenplein            | 51° 15′ 19″ nord, 4° 11′ 17″ est | 17443               | Téléverser   |
| (nl) Monument Philip Verheyen                                                                    |                       |                                  | Verrebroek        | Verheyenplein            | 51° 15′ 19″ nord, 4° 11′ 18″ est | 83531               | Téléverser   |
| (nl) Onze-Lieve-Vrouwekapel, 1833                                                                |                       |                                  | Verrebroek        | Sluisstraat              | 51° 15′ 21″ nord, 4° 11′ 34″ est | 17442               | Téléverser   |
| (nl) Boerenhuis                                                                                  |                       |                                  | Verrebroek        | Borringstraat 5          | 51° 15′ 23″ nord, 4° 10′ 13″ est | 17430               | Téléverser   |
| (nl) Geboortehuis Doctor Philip Verheyen                                                         |                       |                                  | Verrebroek        | Bloempotstraat 5         | 51° 15′ 48″ nord, 4° 09′ 42″ est | 17429               | Téléverser   |
| (nl) Hoekhuis XIX                                                                                |                       |                                  | Verrebroek        | Drieshoekstraat 1        | 51° 15′ 18″ nord, 4° 11′ 07″ est | 17431               | Téléverser   |
| (nl) Arbeidershuisjes XIX                                                                        |                       |                                  | Verrebroek        | Drieshoekstraat 3        | 51° 15′ 18″ nord, 4° 11′ 07″ est | 17432               | Téléverser   |
| (nl) Arbeidershuisjes XIX                                                                        |                       |                                  | Verrebroek        | Drieshoekstraat 5        | 51° 15′ 18″ nord, 4° 11′ 07″ est | 17432               | Téléverser   |
| (nl) Arbeidershuisjes XIX                                                                        |                       |                                  | Verrebroek        | Drieshoekstraat 7        | 51° 15′ 18″ nord, 4° 11′ 07″ est | 17432               | Téléverser   |
| (nl) Arbeidershuisjes XIX                                                                        |                       |                                  | Verrebroek        | Drieshoekstraat 9        | 51° 15′ 18″ nord, 4° 11′ 07″ est | 17432               | Téléverser   |
| (nl) Dubbelhuis                                                                                  |                       |                                  | Verrebroek        | Paardenkerkhofstraat 3   | 51° 15′ 16″ nord, 4° 11′ 24″ est | 17434               | Téléverser   |

## Vrasene
| Objet                                                               | Statut du classement? | Année de construction/architecte | Section communale | Adresse             | Coordonnées                      | Numéro d'inventaire | Illustration |
| ------------------------------------------------------------------- | --------------------- | -------------------------------- | ----------------- | ------------------- | -------------------------------- | ------------------- | ------------ |
| (nl) Boerenhuis XIX, inscriptie 1864                                |                       |                                  | Vrasene           | Klein Laarstraat 39 | 51° 13′ 20″ nord, 4° 09′ 52″ est | 17480               | Téléverser   |
| (nl) Boerenhuisje XIX                                               |                       |                                  | Vrasene           | Kolkstraat 55       | 51° 12′ 42″ nord, 4° 11′ 17″ est | 17481               | Téléverser   |
| (nl) Kapel Onze-Lieve-Vrouw van Lourdes ca. 1880                    |                       |                                  | Vrasene           | Klein Laarstraat    | 51° 13′ 16″ nord, 4° 10′ 12″ est | 17478               | Téléverser   |
| (nl) Herenhuis                                                      |                       |                                  | Vrasene           | Kerkstraat 23       | 51° 13′ 02″ nord, 4° 11′ 45″ est | 17472               | Téléverser   |
| (nl) Gebouwen, klompenmakerijen Thoen                               |                       |                                  | Vrasene           | Daalstraat 21       | 51° 13′ 05″ nord, 4° 11′ 53″ est | 17457               | Téléverser   |
| (nl) Boerenhuis fries: 1808 en CDW en APVH                          |                       |                                  | Vrasene           | Klein Laarstraat 25 | 51° 13′ 13″ nord, 4° 10′ 06″ est | 17479               | Téléverser   |
| (nl) Dubbelhuis, 1837 gedateerd                                     |                       |                                  | Vrasene           | Provinciale Baan 25 | 51° 13′ 30″ nord, 4° 11′ 28″ est | 17511               | Téléverser   |
| (nl) Gebouwen, klompenmakerijen Thoen                               |                       |                                  | Vrasene           | Daalstraat 24       | 51° 13′ 05″ nord, 4° 11′ 53″ est | 17457               | Téléverser   |
| (nl) Dubbelhuisje XIX                                               |                       |                                  | Vrasene           | Dorpsdam 2          | 51° 13′ 11″ nord, 4° 11′ 36″ est | 17458               | Téléverser   |
| (nl) Dubbelhuisje, gedateerd 1851                                   |                       |                                  | Vrasene           | Dorpsdam 12         | 51° 13′ 12″ nord, 4° 11′ 36″ est | 17459               | Téléverser   |
| (nl) Boerenburgerhuis ca. 1850                                      |                       |                                  | Vrasene           | Haagstraat 34       | 51° 13′ 24″ nord, 4° 11′ 01″ est | 17461               | Téléverser   |
| (nl) Parochiekerk van het Heilig Kruis, gotische kruiskerk          | Oui                   |                                  | Vrasene           | Kerkstraat          | 51° 13′ 09″ nord, 4° 11′ 44″ est | 17462               | Téléverser   |
| (nl) Klompenmakerijen met blokstal XX                               |                       |                                  | Vrasene           | Kerkstraat 56       | 51° 13′ 01″ nord, 4° 11′ 45″ est | 17463               | Téléverser   |
| (nl) Enkelhuis XIX                                                  |                       |                                  | Vrasene           | Kerkstraat 10       | 51° 13′ 07″ nord, 4° 11′ 39″ est | 17466               | Téléverser   |
| (nl) Hoekhuis                                                       |                       |                                  | Vrasene           | Kerkstraat 18       | 51° 13′ 06″ nord, 4° 11′ 42″ est | 17468               | Téléverser   |
| (nl) Koetshuis XIX                                                  |                       |                                  | Vrasene           | Oude Dorpsstraat 6  | 51° 13′ 10″ nord, 4° 11′ 39″ est | 17500               | Téléverser   |
| (nl) Herenhuis                                                      |                       |                                  | Vrasene           | Cauwenstraat 5      | 51° 13′ 13″ nord, 4° 11′ 47″ est | 17455               | Téléverser   |
| (nl) Rijhuis                                                        |                       |                                  | Vrasene           | Kouterstraat 14     | 51° 17′ 38″ nord, 4° 10′ 17″ est | 17483               | Téléverser   |
| (nl) Rijhuis                                                        |                       |                                  | Vrasene           | Kouterstraat 14     | 51° 13′ 08″ nord, 4° 11′ 17″ est | 17483               | Téléverser   |
| (nl) Woonhuizen en gebouwen Klompenmakerij Pauwels                  |                       |                                  | Vrasene           | Kouterstraat 48     | 51° 17′ 38″ nord, 4° 10′ 13″ est | 17486               | Téléverser   |
| (nl) Woonhuizen en gebouwen Klompenmakerij Pauwels                  |                       |                                  | Vrasene           | Kouterstraat 48     | 51° 13′ 07″ nord, 4° 11′ 08″ est | 17486               | Téléverser   |
| (nl) Gebouwen maalderij Vael, Onze-Lieve-Vrouw van zeven weeën      |                       |                                  | Vrasene           | Mosselbank 32       | 51° 13′ 11″ nord, 4° 12′ 19″ est | 17488               | Téléverser   |
| (nl) Gebouwen maalderij Vael, Onze-Lieve-Vrouw van zeven weeën      |                       |                                  | Vrasene           | Mosselbank 53       | 51° 13′ 11″ nord, 4° 12′ 19″ est | 17488               | Téléverser   |
| (nl) Dubbelhuis neotraditionele stijl 1897 gedateerd                |                       |                                  | Vrasene           | Oude Dorpsstraat 34 | 51° 13′ 10″ nord, 4° 11′ 31″ est | 17508               | Téléverser   |
| (nl) Dubbelhuis                                                     |                       |                                  | Vrasene           | Oude Dorpsstraat 3  | 51° 13′ 08″ nord, 4° 11′ 39″ est | 17499               | Téléverser   |
| (nl) Arbeidershuisjes en herenhuis                                  |                       |                                  | Vrasene           | Cauwenstraat 1      | 51° 13′ 12″ nord, 4° 11′ 47″ est | 17454               | Téléverser   |
| (nl) Pastorie dubbelhuis                                            |                       |                                  | Vrasene           | Oude Dorpsstraat 8  | 51° 13′ 11″ nord, 4° 11′ 38″ est | 17501               | Téléverser   |
| (nl) Rustoord Sint-Elisabeth, sinds 1835 hospitaal                  |                       |                                  | Vrasene           | Oude Dorpsstraat 19 | 51° 13′ 07″ nord, 4° 11′ 37″ est | 17502               | Téléverser   |
| (nl) Diephuis                                                       |                       |                                  | Vrasene           | Oude Dorpsstraat 24 | 51° 13′ 10″ nord, 4° 11′ 34″ est | 17506               | Téléverser   |
| (nl) Rijhuis                                                        |                       |                                  | Vrasene           | Nieuwe Baan 43      | 51° 13′ 18″ nord, 4° 11′ 37″ est | 17495               | Téléverser   |
| (nl) Dubbelhuis                                                     |                       |                                  | Vrasene           | Oude Dorpsstraat 31 | 51° 13′ 08″ nord, 4° 11′ 33″ est | 17507               | Téléverser   |
| (nl) Boerderij: woonhuis dubbelhuistype en dwarsschuur;             |                       |                                  | Vrasene           | Puchelstraat 23     | 51° 13′ 29″ nord, 4° 11′ 13″ est | 17513               | Téléverser   |
| (nl) Kapel Heilige Rita                                             |                       |                                  | Vrasene           | Puchelstraat        | 51° 13′ 32″ nord, 4° 11′ 11″ est | 17514               | Téléverser   |
| (nl) Kapel Heilige Barbara                                          |                       |                                  | Vrasene           | Smisstraat          | 51° 13′ 24″ nord, 4° 11′ 22″ est | 17517               | Téléverser   |
| (nl) Arbeidershuisjes en herenhuis                                  |                       |                                  | Vrasene           | Cauwenstraat 4      | 51° 13′ 12″ nord, 4° 11′ 47″ est | 17454               | Téléverser   |
| (nl) Arbeidershuisjes en herenhuis                                  |                       |                                  | Vrasene           | Cauwenstraat 2      | 51° 13′ 12″ nord, 4° 11′ 47″ est | 17454               | Téléverser   |
| (nl) Boerenhuis MARIA ANNA 1675                                     |                       |                                  | Vrasene           | Blauwe Staak 3      | 51° 12′ 48″ nord, 4° 09′ 46″ est | 17446               | Téléverser   |
| (nl) Brouwerij De Brug, woonhuis dubbelhuistype en brouwerijcomplex |                       |                                  | Vrasene           | Brugstraat 4        | 51° 13′ 10″ nord, 4° 11′ 45″ est | 17448               | Téléverser   |
| (nl) Enkelhuis XIX                                                  |                       |                                  | Vrasene           | Brugstraat 9        | 51° 13′ 11″ nord, 4° 11′ 42″ est | 17449               | Téléverser   |
| (nl) Klooster der Zusters Franciskanessen                           |                       |                                  | Vrasene           | Brugstraat 11       | 51° 13′ 13″ nord, 4° 11′ 41″ est | 17450               | Téléverser   |
| (nl) Dubbelhuis XIX                                                 |                       |                                  | Vrasene           | Brugstraat 49       | 51° 13′ 13″ nord, 4° 11′ 50″ est | 17451               | Téléverser   |
| (nl) Huis, Sleutelhof, 1840 en 1645 gedateerd                       |                       |                                  | Vrasene           | Brugstraat 51       | 51° 13′ 12″ nord, 4° 11′ 51″ est | 17452               | Téléverser   |
| (nl) Dubbelhuis, gedateerd 1872                                     |                       |                                  | Vrasene           | Oude Dorpsstraat 49 | 51° 13′ 08″ nord, 4° 11′ 28″ est | 17510               | Téléverser   |
| (nl) Dubbelhuizen XIX                                               |                       |                                  | Vrasene           | Oude Dorpsstraat 39 | 51° 13′ 09″ nord, 4° 11′ 25″ est | 17509               | Téléverser   |